# アフター (映画)
『アフター』（原題: After）は2019年にアメリカ合衆国で公開されたドラマ映画である。監督はジェニー・ゲージ、主演はジョセフィン・ラングフォードとヒーロー・ファインズ＝ティフィンが務めた。本作はアナ・トッドが2014年に発表した小説『AFTER』を原作としている。
日本では2019年7月12日にNetflixで配信が始まった。

## あらすじ
テッサ・ヤングは名門大学への入学を果たした。学期が始まって早々、テッサはハーディン・スコットと名乗る男にナンパされた。真面目な優等生として生きてきたテッサにとって、女遊びに興じるハーディンは不快なチャラ男でしかなかった。ところが、ハーディンに何回もちょっかいを出されているうちに、テッサは彼に不思議な魅力を感じるようになり、ついには彼に愛されたいと願うようになった。そんなテッサの様子を見て、ハーディンは「身持ちの堅い女がついに俺になびいた」と喜んだが、彼女と交流する中で、ハーディンにも心境の変化が起きた。

## キャスト
- ジョセフィン・ラングフォード - テッサ・ヤング（吹替：朝井彩加）
- ヒーロー・ファインズ＝ティフィン - ハーディン・スコット（吹替：小林千晃）
- シェーン・ポール・マギー - ランドン・ギブソン
- サミュエル・ラーセン - ゼッド・エヴァンス
- ハディージャ・レッド・サンダー - ステフ・ジョーンズ（吹替：鹿野真央）
- スウェン・テメル - ジェイス
- イアンナ・サーキス - モリー・サミュエルズ（吹替：櫻庭有紗）
- ピーター・ギャラガー - ケン・スコット（吹替：谷昌樹）
- ジェニファー・ビールス - カレン・スコット
- ピア・ミア - トリスタン（吹替：小見川千明）
- メドウ・ウィリアムズ - ソトー教授（吹替：山口由里子）
- ディラン・アーノルド - ノア・ポーター（吹替：窪塚俊介）
- セルマ・ブレア - キャロル・ヤング（吹替：樋口あかり）

## 製作

### 構想
2013年、アナ・トッドはWattpadで『After』と題した小説を発表した。同作はワン・ダイレクションのハリー・スタイルズをモデルにしたファン・フィクションであり、のべ数百万回閲覧された。その結果、同作は書籍化されることとなったが、その際に主人公の名前がハリー・スタイルズからハーディン・スコットに変更された。『AFTER』が出版されるや否や、各種メディアで次々と取り上げられ、ついにはベストセラーとなった。
2014年10月16日、パラマウント映画が『AFTER』の映画化権を購入したと報じられた。ところが、2017年に本作の製作が暗礁に乗り上げたため、映画化権はアヴィロン・ピクチャーズに売却されることとなった。その際、タマラ・チェストナとジェニー・ゲージの手によって、パラマウントが用意していた脚本はリライトされた。

### キャスティング
2018年8月5日、トッドの意向を踏まえ、ジュリア・ゴルダニ・テレスとヒーロー・ファインズ＝ティフィンを主役に起用したとの報道があった。7月9日、スケジュールの都合でテレスが降板し、ジョセフィン・ラングフォードが代役として起用されることになり、スウェン・テメルの出演も決まったと発表された。。11日、ピア・ミアに本作への出演オファーが出ていると報じられた。16日、シェーン・ポール・マギーとハディージャ・レッド・サンダーがキャスト入りした。19日、メドウ・ウィリアムズが本作に出演するとの報道があった。なお、ウィリアムズが演じたソトー教授は原作小説では男性だったが、本作では女性に変更されている。本作の登場人物の男女比を調整するための変更であった。27日、ピーター・ギャラガーとジェニファー・ビールスのキャスト入りが発表された。30日、セルマ・ブレアの出演が決まったと報じられた。

### 撮影
本作の主要撮影は2018年7月16日にジョージア州アトランタで始まり、同年8月25日に終了した。

## マーケティング・興行収入
2018年11月21日、本作のティーザー・トレイラーが公開された。2019年2月14日、本作のオフィシャル・トレイラーが公開された。
本作は『ヘルボーイ』、『リトル』、『ミッシング・リンク 英国紳士と秘密の相棒』と同じ週に封切られ、公開初週末に400万ドル前後を稼ぎ出すと予想されていたが、実際の数字はそれを上回るものとなった。2019年4月12日、本作は全米2138館で公開され、公開初週末に600万ドルを稼ぎ出し、週末興行収入ランキング初登場8位となった。

## 評価
本作は批評家から酷評されている。映画批評集積サイトのRotten Tomatoesには27件のレビューがあり、批評家支持率は15%、平均点は10点満点で3.65点となっている。また、Metacriticには8件のレビューがあり、加重平均値は30/100となっている。なお、本作のCinemaScoreはBとなっている。

## 続編
2019年5月19日、ヴォルテージ・ピクチャーズが本作の続編の製作に乗り出し、主演2人も続投する予定だとの報道があった。8月7日、ロジャー・カンブルが続編の監督に起用された。その際、続編のタイトルが『After We Collided』に決まったとの発表もあった。8月5日、ディラン・スプラウスの出演が決まったと報じられた。14日、本作の公式Twitterがジョン・ジャクソン・ハンターの起用を発表した。15日、チャーリー・ウェバー、ロブ・エステス、キャンディス・キング、ルイーズ・ロンバードらがキャスト入りした。2020年9月2日よりイギリスなどを含む5ヶ国で公開が始まった。